# لاسلو بالينت
لاسلو بالينت (بالرومانية: László Balint)‏ هو لاعب كرة قدم روماني في مركز الدفاع، ولد في 29 مارس 1979 في براشوف في رومانيا. لعب مع أونيريا أورزيتشيني وسي إف آر كلوج ونادي براشوف ونادي ديوسجوري ويو تي أي أراد.